# Stoneham
Pour les articles homonymes, voir Stoneham (homonymie).

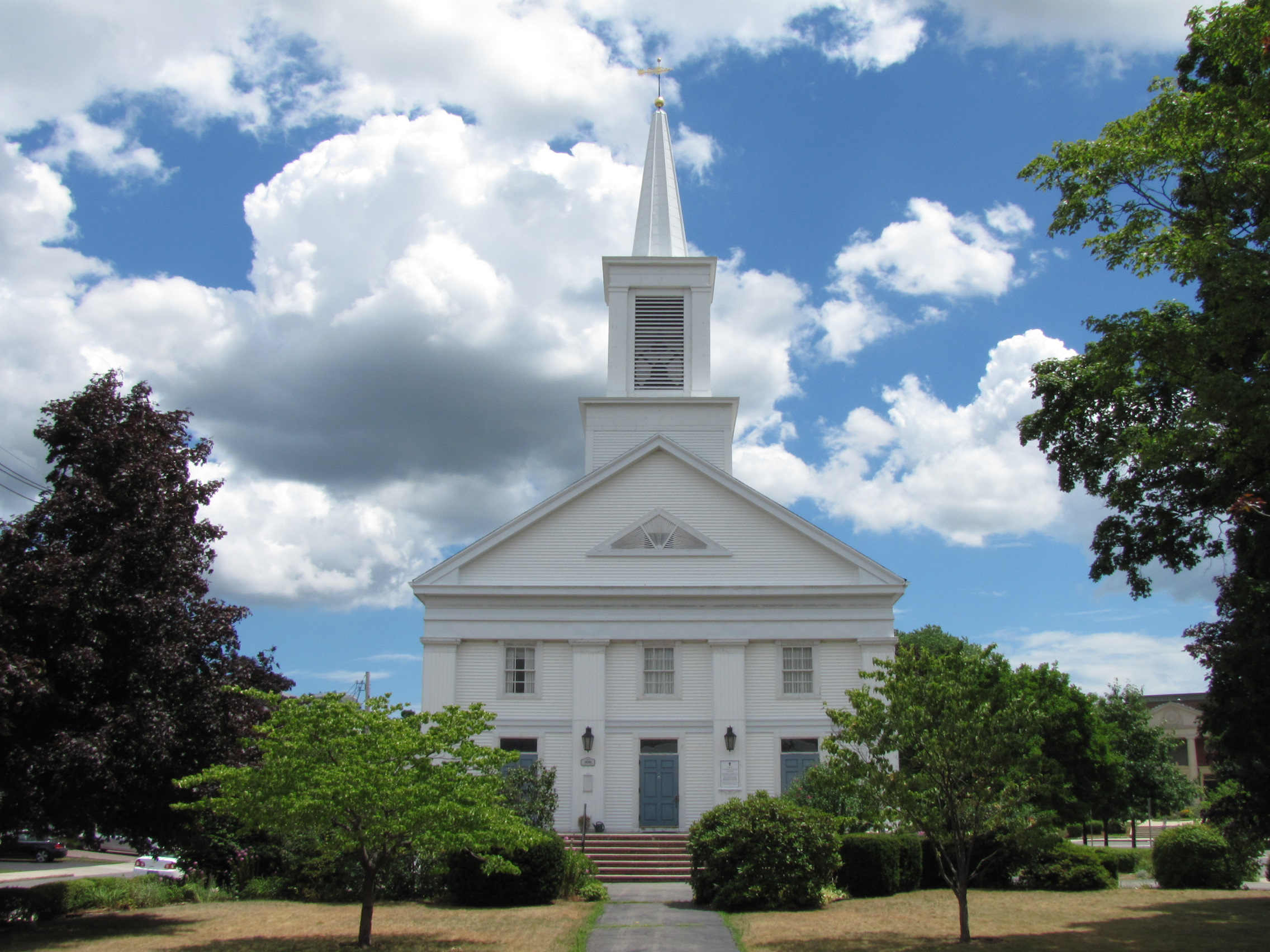

Stoneham est une ville du comté de Middlesex, Massachusetts, États-Unis d'Amérique. La population a été estimée à 22 219 habitants lors du recensement de l'an 2000.
Suivant l'United States Census Bureau la ville est d'une surface de 17,4 km².